# Осада, или Шахматы со смертью
«Осада, или Шахматы со смертью» (исп. El asedio) — роман испанского писателя Артуро Перес-Реверте, опубликованный в издательстве Alfaguara в 2010 году. На русском языке был издан в 2011 году.
Действие романа разворачивается в городе Кадисе во время его осады наполеоновскими войсками в 1811—1812 годах. Главный герой романа — комиссар кадисской полиции Рохелио Тисон расследует серию жестоких убийств молодых девушек, совершённых в разных уголках города, но таинственным образом именно там, куда попадали снаряды при ежедневных обстрелах города французами. В поисках убийцы комиссару помогает советами его партнёр по игре в шахматы Ипполито Барруль. Автор подробно описывает повседневную жизнь осаждённого и переполненного беженцами города, символизировавшего на тот момент всю независимую Испанию.